# Porseleinvlinder
De porseleinvlinder (Abraxas sylvata, synoniem: Calospilos sylvata) is een nachtvlinder uit de familie Geometridae (spanners). 

## Kenmerken
De spanwijdte bedraagt tussen de 35 en 44 millimeter.

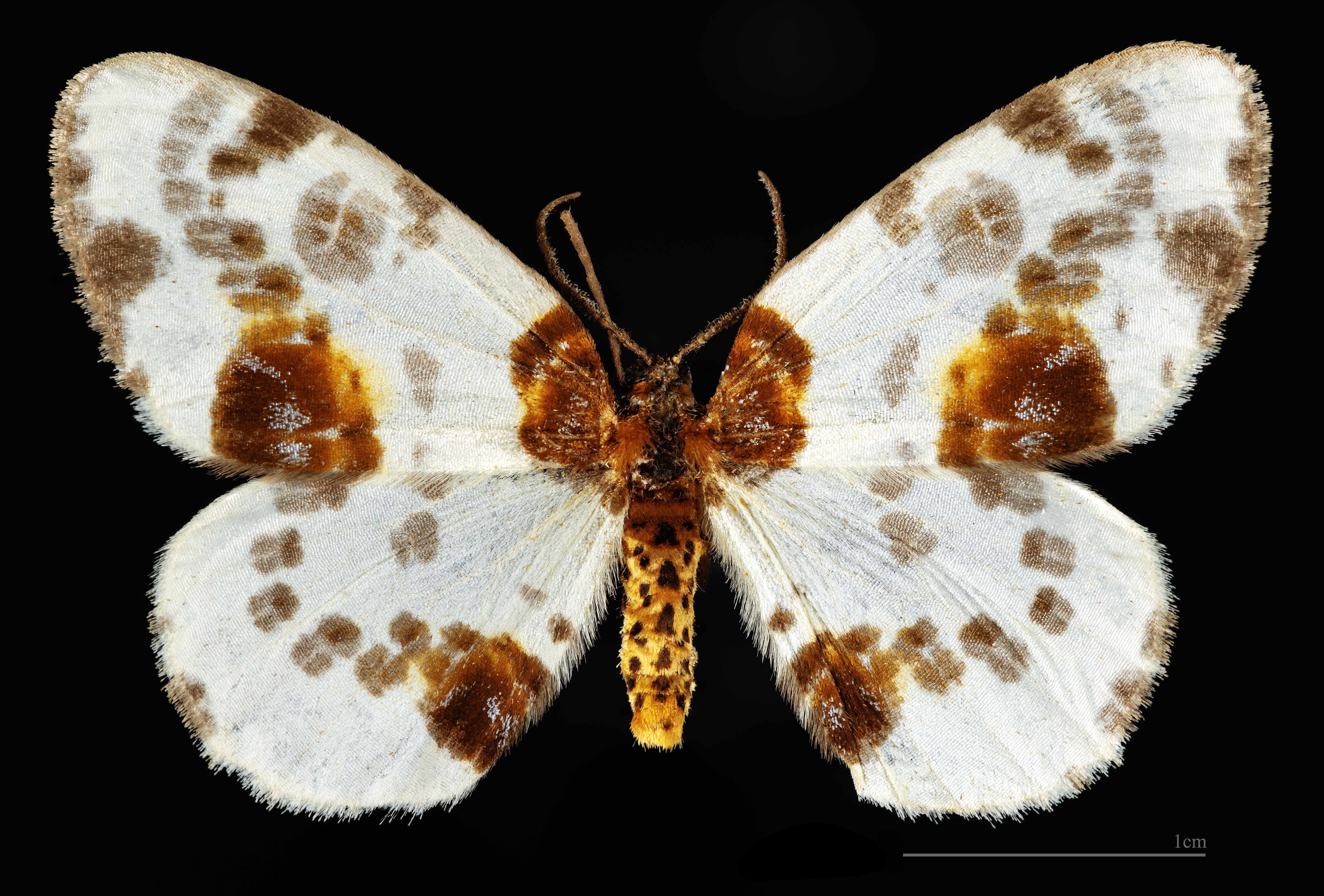
♂
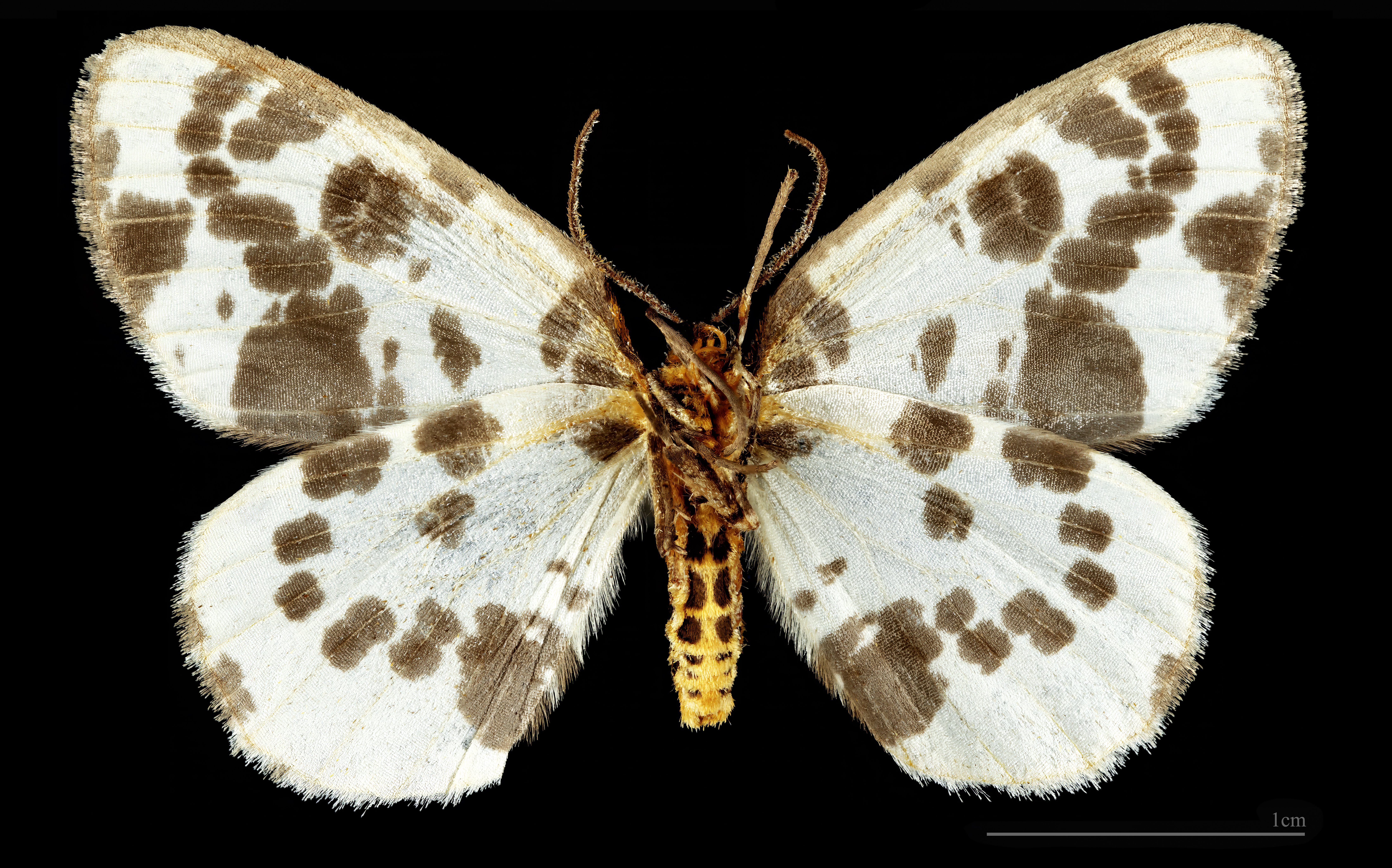
♂ △
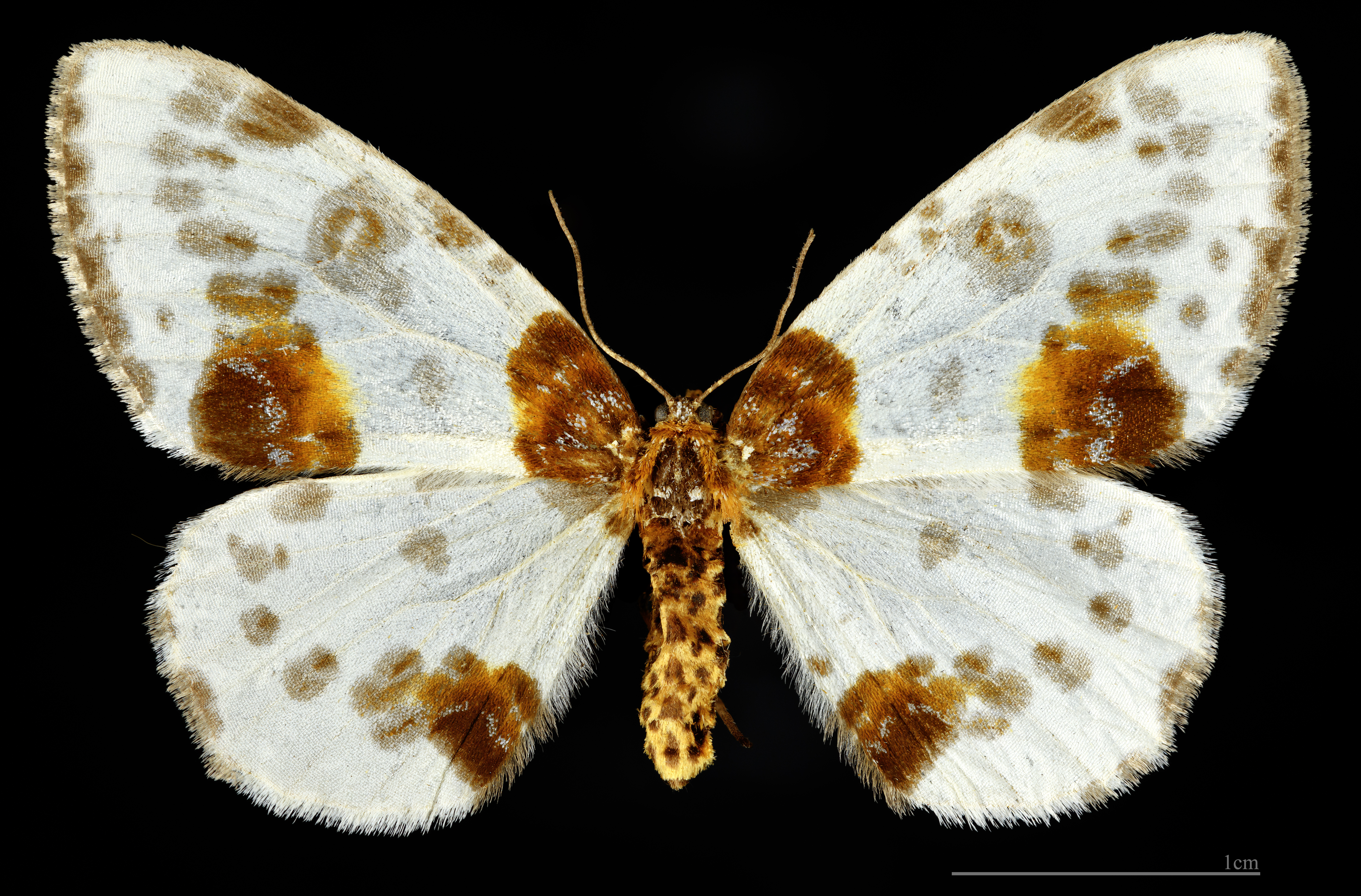
♀
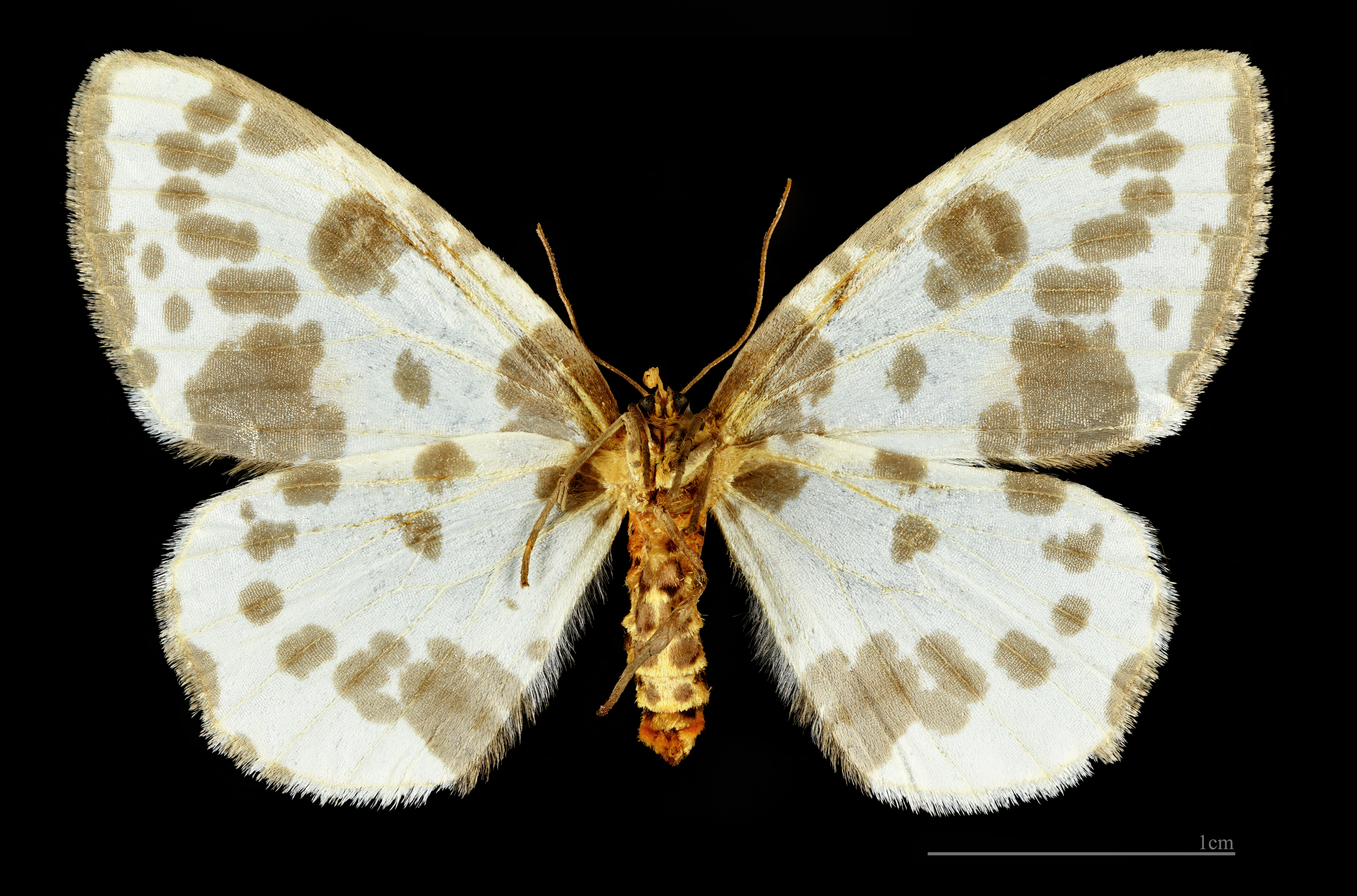
♀ △

## Verspreiding en leefgebied
De vlinder komt voor in Europa en in de gematigde gebieden van Azië en komt algemeen voor in Nederland en België. De habitat van de vlinder is bos. Meestal is er per jaar één generatie die vliegt van mei tot eind augustus. 

## Rups en waardplanten
Waardplanten van de rupsen zijn ruwe iep (Ulmus glabra), zachte berk (Betula pubescens), gewone vogelkers (Prunus padus) en andere loofbomen. De soort overwintert als pop.

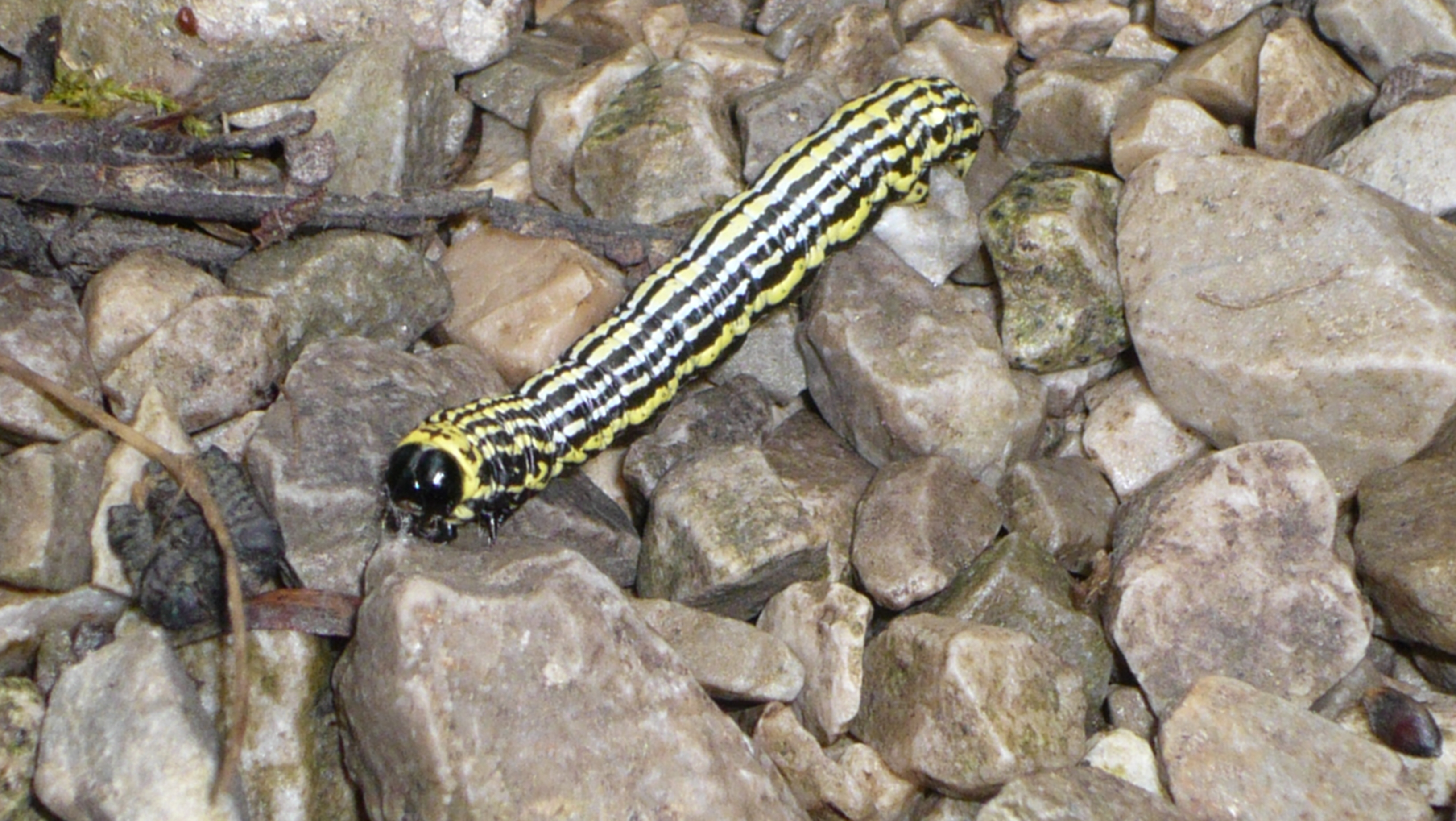
Rups
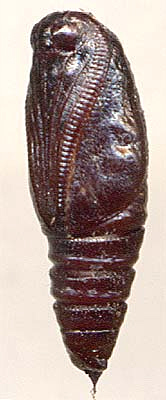
Pop